# 9927 Тютчев
9927 Тютчев (9927 Tyutchev) — астероїд головного поясу, відкритий 3 жовтня 1981 року.
Тіссеранів параметр щодо Юпітера — 3,607.
За прізвищем Федора Тютчева — російського поета, дипломата.